# ماريو سيمارو
اسمه الكامل ماريو انطونيو سيمارو باز (بالإسبانية: Mario Antonio Cimarro Paz)‏ هو ممثل كوبي أمريكي ولد في 1 يونيو 1971 في مدينة هافانا في كوبا.

## حياته
ولد ماريو في كوبا و ابوه هو انطونيو سيمارو و والدته هي ماريا كريداد باز، و اخته هي ماريا انطونيو سيمارو باز في 1994، سيمارو غادر إلى المكسيك وكان لديه حلم بأن يصبح ممثل و تعلم عند معلمين راقين منهم ادريانا بارازا و سيرجيو خيمينيز، شارك بتمثيل فلم روميو + جولييت، كما أنه بطل المسلسل المكسيكي الأمريكي القطة المتوحشة.

## روابط خارجية
- ماريو سيمارو على موقع IMDb (الإنجليزية)
- ماريو سيمارو على موقع ألو سيني (الفرنسية)
- ماريو سيمارو على موقع أول موفي (الإنجليزية)
- ماريو سيمارو على موقع قاعدة بيانات الفيلم (الإنجليزية)
- ماريو سيمارو على موقع كينوبويسك (الروسية)